# Bitkine

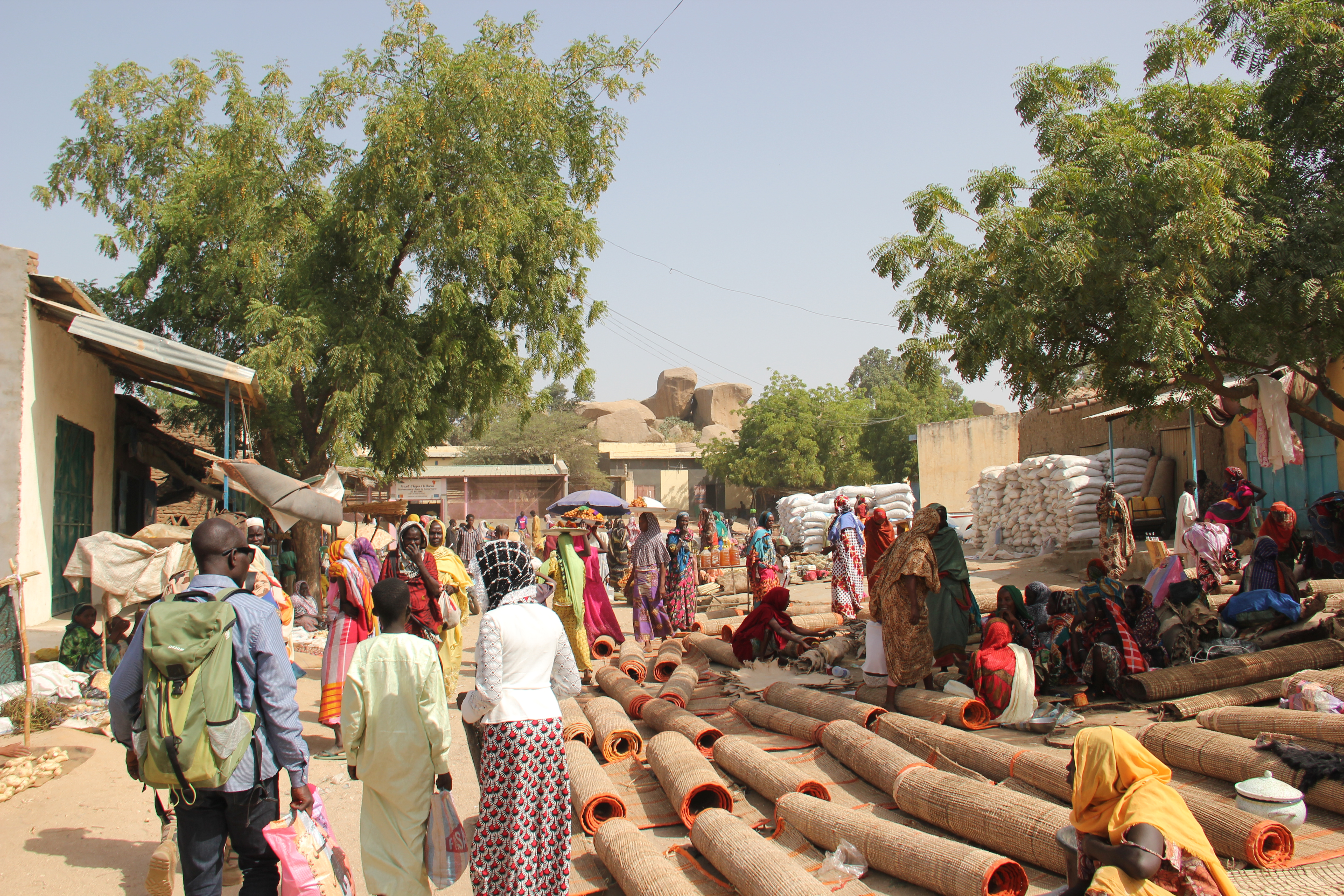
Mercado de Bitkine

Bitkine (árabe: بتكين) es una pequeña ciudad y subprefectura situada en el centro de Chad y a 340 km al este de la capital Yamena. Es la cabeza departamental de Abtouyour,  al norte de la región de Guéra. Administrativamente se divide en los cantones de Djonkor, Kenga y Árabe Imar que albergaban una población total de 113.263 habitantes a 2016. La población está formada principalmente por personas del complejo étnico hadjeray, especialmente kenga, jonkor y los mukulu,dangaleat, tadju,bidiyo,mube y sokoro. También son minorías reconocibles el grupo de comunidades árabes, hausa y bornuanos.
Posee un importante mercado semanal que atrae a compradores de la vecina Sarh y pastores de Ati.

## Demografía

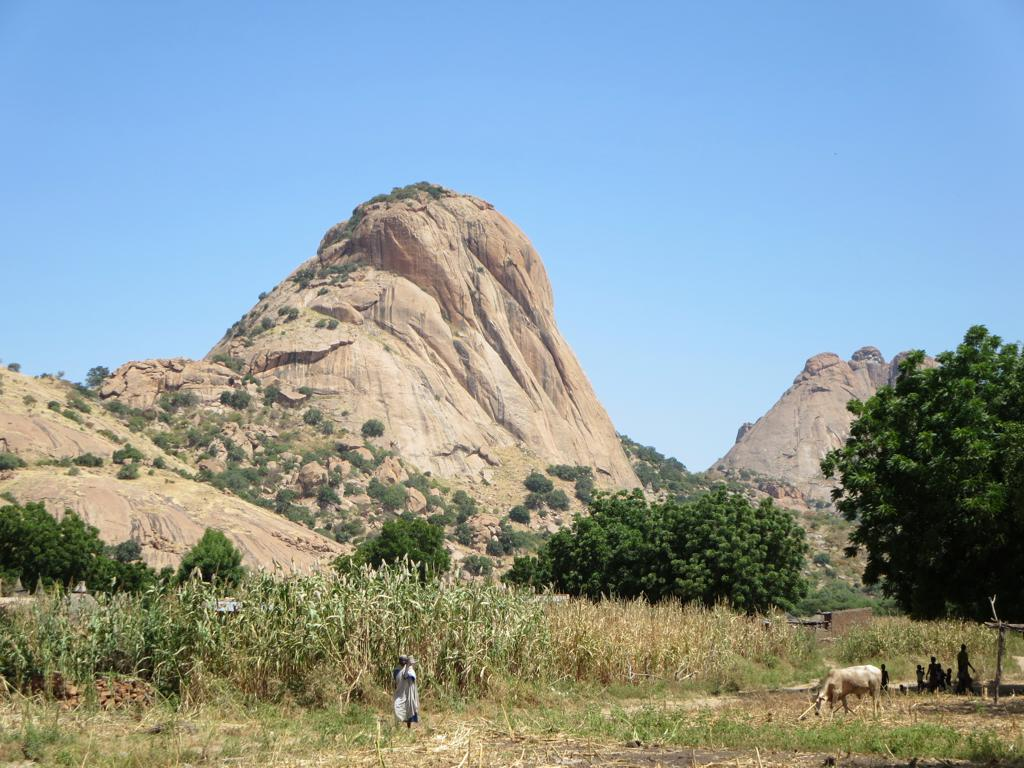
Afloramientos de granito al oeste de Bitkine, en la región del Sahel en Chad

Según datos del proyecto del gobierno de Chad y la Unión Europea “Atlas de la vulnerabilidad en Guerá”, de 2016 los datos demográficos señalan:
| Bitkine    | Bitkine   | Bitkine | Bitkine  | Bitkine | Bitkine   | Bitkine | Bitkine   | Bitkine |
| ---------- | --------- | ------- | -------- | ------- | --------- | ------- | --------- | ------- |
| Cantón     | Población | villas  | Etnia 1  | %       | Etnia 2   | %       | Etnia 3   | %       |
| Jonkor     | 17.462    | 24      | hadjeray | 60      | árabe     | 30      | kenga     | 10      |
| Kenga      | 78.236    | 70      | kenga    | 95      | árabe     | 4       | bornuanos | 1       |
| Árabe Imar | 17.656    | 100     | árabe    | 90      | dangeleat | 6       | bidiyo    | 4       |

Cada cantón lleva el nombre de la etnia mayoritaria que lo habita. Sin embargo la integración de la población sobre todo en las áreas urbanas está facilitando la convivencia multiétnica.

## Historia
Las referencias históricas mencionan a Bitkini como el territorio natal del pueblo kenga, involucrado en la formación del reino de Baguirmi en el siglo XVI. Si bien esta monarquía tuvo su capital en Massenya (200 km al suroeste), Bitkini siempre fue una población estratégica por encontrarse a medio camino de los dos grandes imperios de la zona, Kanem-Bornu y Uadai.
Tras la independencia del Chad, Bitkine fue poblada por comunidades del este del Chad de las prefecturas de Mangalmé y Massenya. Según el informe gubernamental “Estudio de viabilidad de la red CVECA Nord Guera” de 2004, la ciudad y prefectura de Bitkini era un espacio atractivo para la inmigración por “la fertilidad de la tierra, el pastoreo, la hospitalidad de las comunidades y la expansión del Islam.” 